# Beehive-Geysir

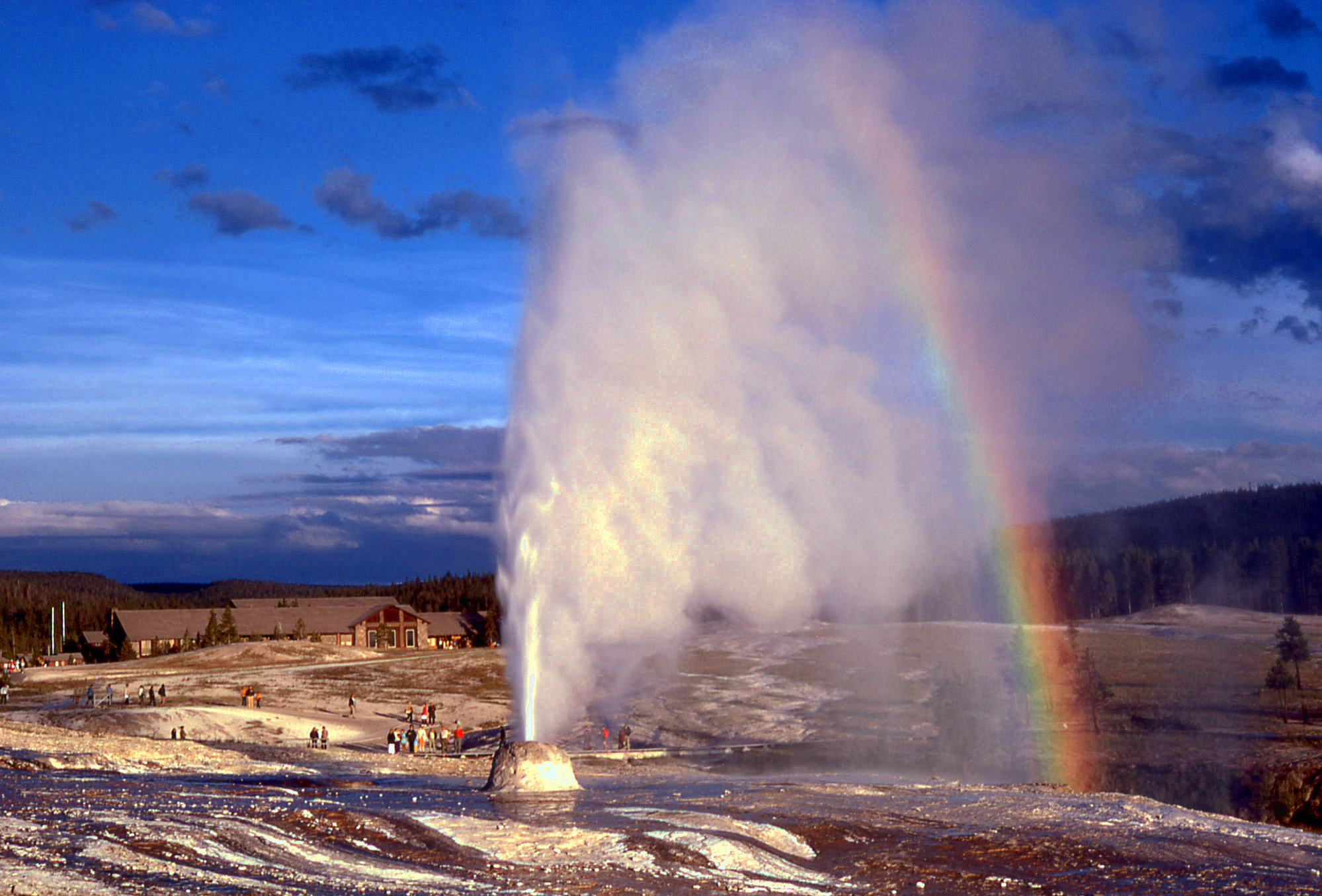
Beehive-Geysir

Beehive-Geysir ist ein Geysir im Oberen Geysir-Becken des Yellowstone-Nationalparks in den USA. Beehive gehört zu den düsenartigen Geysiren. Beehive ist der englischsprachige Begriff für Bienenkorb. Der Geysir erhielt seinen Namen im Jahre 1870 durch die Washburn-Langford-Doane-Expedition. Der ca. 1,2 m hohe Ausbruchskegel erinnerte die Expeditionsteilnehmer an einen Bienenkorb. In ca. 3 m Entfernung vom Beehive befindet sich ein weiterer kleiner zerklüfteter düsenartiger Geysir, der mit dem Beehive in Verbindung steht, Beehive's Indicator.
Beehive und Beehive's Indicator lassen sich von der Video-Webcam in Old Faithful über das Internet beobachten.

## Eruptionen

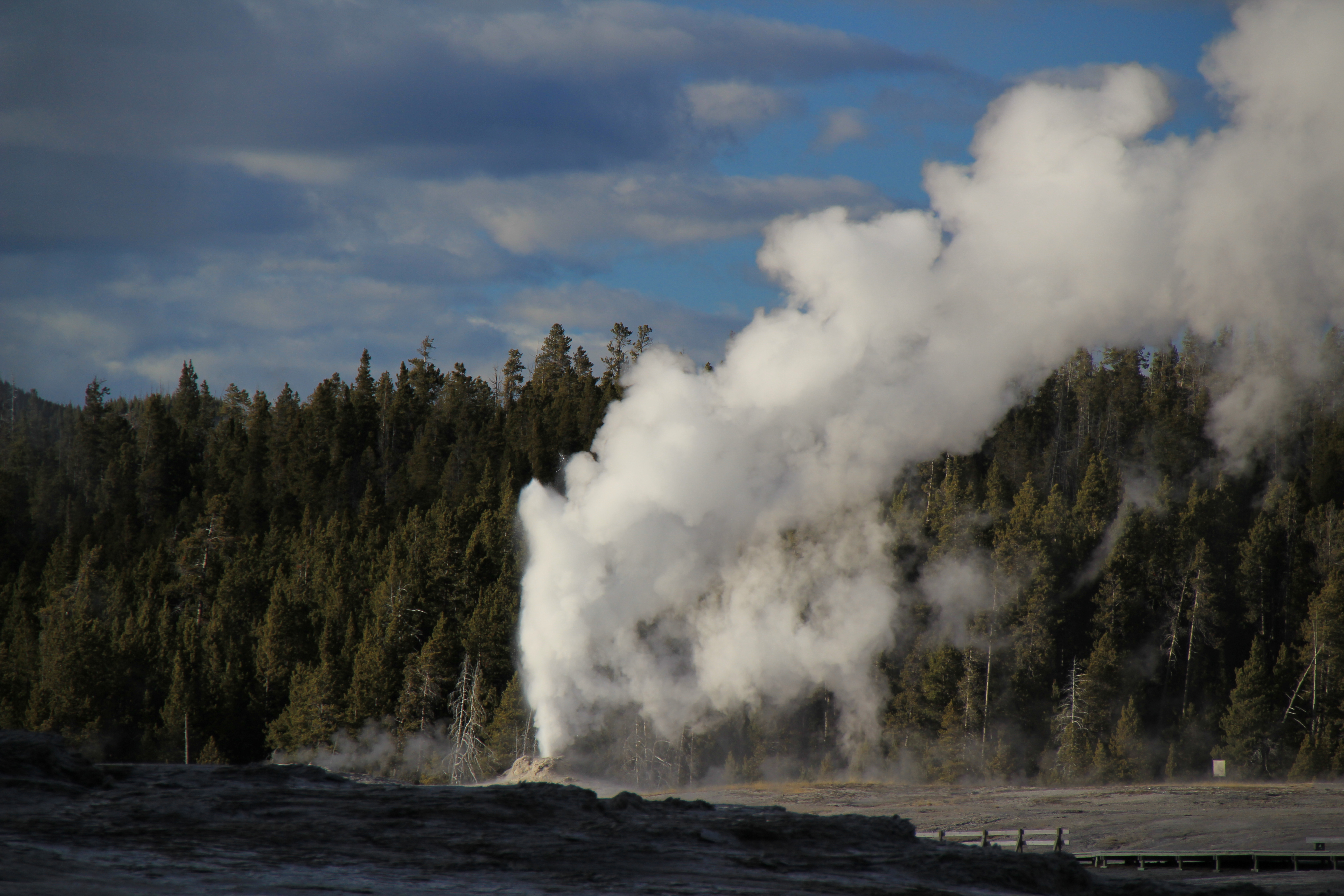
Eruption des Beehive Geysirs, Oktober 2012

Die Eruptionen des Beehive-Geysirs dauern ungefähr fünf Minuten, die Wurfhöhe beträgt ca. 60 Meter. Die Fontäne behält während nahezu der gesamten Eruption ihre Höhe bei, sie bricht nur gegen Ende der Eruption leicht ein. Sie besteht aus einem sehr feinen Dampf-Wasser-Aerosol das senkrecht ausgeworfen wird. Eine donnernde Dampf-Phase schließt die Eruption ab. Sie kann in einer Entfernung von über einem halben Kilometer gehört werden. Das Intervall zwischen den Ausbrüchen (IBE) beträgt 8 bis 24 Stunden im Sommer. Ausbrüche im Winter sind sehr unregelmäßig. Es gibt sowohl im Sommer als auch im Winter Serien von Ausbrüchen, zu denen der Geysir sich sehr regelmäßig verhält. Zu diesen Zeiten beträgt das IBE ca. 10 bis 20 Stunden, das Intervall verlängert sich gegen Ende dieser Serien.
Der benachbarte Beehive's Indicator hat eine Wurfhöhe von 4,5 bis 7,6 m. Er bricht wenige Sekunden bis 30 Minuten aus, in der Regel jedoch zwischen 15 und 20 Minuten vor der Haupteruption des Beehive-Geysirs. Wenn der Beehive-Geysir ausbricht, setzt der Indicator für eine Weile seinen Ausbruch fort, und stoppt während der Eruption des Beehive-Geysirs. Beehive kündigt seine Ausbrüche durch ein „Vorspiel“ an, das heißt, vor der Haupteruption finden einige kurze Voreruptionen statt.
In den 1990er-Jahren galt Beehive für drei Jahre als inaktiv. Während dieser Zeit brach der Indicator über Zeiten bis zu 60 Minuten aus und keine Eruption des Beehive folgte dem Ausbruch der Indicators.